# フォースマイル
株式会社フォースマイル (Forsmile Co. Ltd.) は日本の芸能プロダクション。
代表取締役社長はオリコン「オリコン・ウィークリー」、角川書店「東京ウォーカー」他、雑誌編集をはじめ、広告代理店勤務などを行なっていた青山光宏。

## 概説
2010年1月設立。